# 许仲梓
许仲梓（1958年8月—），男，汉族，江苏宜兴人，中华人民共和国政治人物。九三学社成员，南京化工学院毕业，研究生学历，工学博士学位。现任江苏省人大常委会副主任、江苏省工商业联合会主席、九三学社江苏省委主任委员。

## 生平
1975年8月参加工作。

### 政治生涯
2001年6月，许仲梓离开大学，任江苏省教育厅副厅长。2002年1月，任南京市人民政府副市长。2008年5月，任九三学社南京市委主委。2008年，当选第十一届全国政协委员，代表教育界，分入第四十一组。2009年2月，许仲梓当选江苏省政协副主席，晋升副部级，并且继续兼任南京市副市长、九三学社江苏省委主委。2012年7月，当选江苏省工商联主席。2013年1月，当选江苏省人大常委会副主任。2018年1月，当选第十三届全国政协委员，1月31日连任江苏省人大常委会副主任。